# Johann Friedrich Gieße
Johann Friedrich Gieße († nach 1790) war ein leitender kursächsischer Beamter. Er war Verweser des kursächsischen Mühlenamtes Annaberg.

## Leben und Wirken
Zwischen 1780 und 1790 ist er als Mühlenamtsverweser in der Amtsstadt Annaberg im Erzgebirge nachweisbar.